# Super Mini Racing
| Super Mini Racing              | Super Mini Racing |
| ------------------------------ | ----------------- |
| Nome ofical: Super Mini Racing |                   |
| Produtor: Perceptum            |                   |
| Ano de lançamento: N/A         |                   |
| Categoria: Corrida             |                   |
| País: Brasil                   |                   |
| Plataforma: PC                 |                   |

Super Mini Racing é um jogo de corrida em 3D desenvolvido pela empresa brasileira Perceptum. O jogo consiste em uma corrida de carros em miniaturas que percorrem pistas instaladas no quarto e no jardim de uma grande casa virtual, passando por obstáculos como piscina, lareira, móveis, etc. Teve uma continuação intitulada "Super Mini Racing Ice" com fases de gelo.